# Глін
Глін — в скандинавській міфології богиня (див. аси), діва, служниця та супутниця Фрігг (за іншою версією — її втілення). Захищає людей від фізичної небезпеки та шкоди. Ім'я Глін можна перекласти як «захисниця».

Часто зустрічається в давньоскандинавській літературі («Старша Едда», «Молодша Едда» Сноррі Стурлусона, кеннінґи в скальдичній поезії).

## Згадки
У «Старшій Едді» в «Пророкуванні вельви» Глін отримує передбачення загибелі Одіна під час великої битви у Рагнарек.
У 35 главі «Молодшої Едди» («Видіння Гюльві») Глін названа дванадцятою серед шістнадцяти богинь. Високий говорить Ґанґлері (за початком оповіді ми знаємо, що замаскований конунґ Ґюльві), що Глін «надано функцію захисту людей, яких Фріґґ бажає порятувати від якоїсь небезпеки». Й далі Високий говорить: «хто порятувався — знаходить притулок». В 51 главі наводиться уривок з «Пророкування вьольви», в якому йдеться про Глін. В 75 главі («Мова поезії») ім'я Глін з'являється серед переліку двадцяти семи імен асинь.
В скальдичній поезії ім'я Глін часто використовувалось в жіночих кеннінґах. Наприклад, Hlín hringa («Глін перснів»), Hlín goðvefjar («Глін оксамиту») або arm-Hlín («з руками як у Глін»). Таким чином ім'я Глін використовувалось поетом-скальдом Х ст. Кормаком Йоґмундарсоном й пройшло крізь століття, підтримане іншими скальдами (Тордом Кольбейнссоном, Ґізуром Торвальдссоном та Ейнаром Ґільссоном). У видозміненому варіанті (Lín — Лін) збереглися згадки про неї й у літературі рім.
В «Сазі про Гаварда з Іслафьйорду» зустрічається фраза á Hlín fallinn («впав на Глін»). Дехто з дослідників й перекладачів виправляє це речення, тоді як інші вважають, що воно має значення «впав на землю» (що ототожнює Глін з Йорд).

## Теорії
Енді Орчард вважає, що у «Пророкуванні вьольви» Глін — інше втілення Фріґґ. Також він зазначає, що «часте використання імені в скальдичній поезії в поетичних перифразах чи в жіночих кеннінґах не допомагає в розв'язанні плутанини». Рудольф Зімек погоджується, що в «Пророкуванні вьольви» ім'я Глін могло бути використаним як інше ім'я Фріґґ й що у скальдичній поезії вона була доволі відомою міфологічною персоною X століття. Зімек зазначає, що швидше за все Глін — це друге ім'я Фріґґ й що Сноррі у своїй «Едді» «неправильно зробив самостійною богинею у власному прочитанні станци з „Пророкування вьольви“.».
Поза тим, в тій самій роботі Рудольф Зімек зазначає, що богині Саґа, Глін, Сьйофн, Снотра, Вар та Вьор слід сприймати як туманних осіб, яких варто «розглядати як жіночі божества-захисниці», які відповідальні за «конкретні галузі приватного життя, тож різниця між ними доволі помітна, що робить їх більш подібними до матрон». Джон Ліндоув зазначає, що в разі, якщо Глін й справді є Фріґґ, то в «Пророкуванні вьольви» її «другим сумом» є загибель Одіна, тоді як перша її печаль — загибель Бальдра.